# 奥莱阿克德巴
奥莱阿克德巴（法語：Oléac-Debat）是法国上比利牛斯省的一个市镇，位于该省北部，属于塔布区。该市镇总面积1.94平方公里，2009年时的人口为94人。

## 人口
奥莱阿克德巴人口变化图示